# Apis mellifera woyigambella
Apis mellifera woyigambella este o subspecie din Etiopia a albinei melifere europene (Apis mellifera).